# Molodijne, Odesa
Molodijne (în ucraineană Молодіжне) este un sat în raionul Odesa, regiunea Odesa, Ucraina, formată numai din satul de reședință.

## Demografie
Componența lingvistică a comunei Molodijne
     Ucraineană (68,06%)
     Rusă (29,93%)
     Română (1,19%)
     Alte limbi (0,18%)
Conform recensământului din 2001, majoritatea populației comunei Molodijne era vorbitoare de ucraineană (68,06%), existând în minoritate și vorbitori de rusă (29,93%) și română (1,19%).